# 小行星4959
小行星4959（英語：4959 Niinoama）是一颗围绕太阳公转的小行星。1991年8月15日，A. Natori、浦田武在清水町发现了此天体，以二位尼（Nii no Ama）命名。
这颗小行星的绝对星等为298.4589694972944等。